# Johnny Bravo
Johnny Bravo es una serie animada estadounidense creada por el filipino Van Partible y emitida por Cartoon Network como segunda en la antología de los Cartoon Cartoons. Su personaje epónimo es un joven musculoso y fanfarrón que vive con su madre en la ficticia Aron City y que encarecidamente intenta coquetear con mujeres, mas su egotismo y tosquedad lo condenan al rechazo y le acarrean todo tipo de percances. En ocasiones se compromete en situaciones extrañas, acompañado por amigos o personalidades invitadas, tales como la pequeña Suzy (su vecina) o Donny Osmond.
Se basa en Mess O' Blues, una tesis de animación que Partible realizó mientras asistía a la Universidad Loyola Marymount en Los Ángeles (California). El personaje principal, una amalgama de celebridades como Elvis Presley y James Dean, pasó por varias modificaciones hasta obtener sus rasgos más característicos, como su ceñida camiseta negra. Un episodio piloto se estrenó en 1995 dentro de la antología de cortometrajes What a Cartoon! —una producción de Hanna-Barbera para Cartoon Network—, de lo que más tarde derivó el programa de televisión. Desde la segunda temporada no hubo aportaciones de su creador; en cambio, se le asignó un nuevo equipo creativo y los personajes fueron rediseñados. En 2003, para la cuarta temporada, Partible se reincorporó y estuvo presente hasta el remate de la producción. En total, la serie comprende 65 episodios y un par de especiales emitidos entre 1997 y 2004. En 2011 se estrenó el telefilme Johnny Bravo Goes to Bollywood, basado en un corto homónimo que Partible produjo en 2009 para la India.
La serie fue nominada a tres premios Annie, un YoungStar y dos Golden Reel, pero no consiguió ninguno de ellos. También ayudó a consolidar las carreras de varios animadores que han destacado por sus propias creaciones (entre ellos, Seth MacFarlane y Butch Hartman). Sus productos derivados incluyen historietas, lanzamientos en DVD, ropa, juguetes y videojuegos, e incluso se planeó una adaptación a imagen real con el actor Dwayne Johnson como posible protagonista. En un principio, los reseñadores fueron desfavorables con la calidad de su animación, mientras que otros simpatizaron con el protagonista y el tipo de humor que acompaña a sus andanzas. Además, algunas reseñas retrospectivas la han catalogado como una de las mejores series del Cartoon Network de aquella época.

## Premisa y personajes

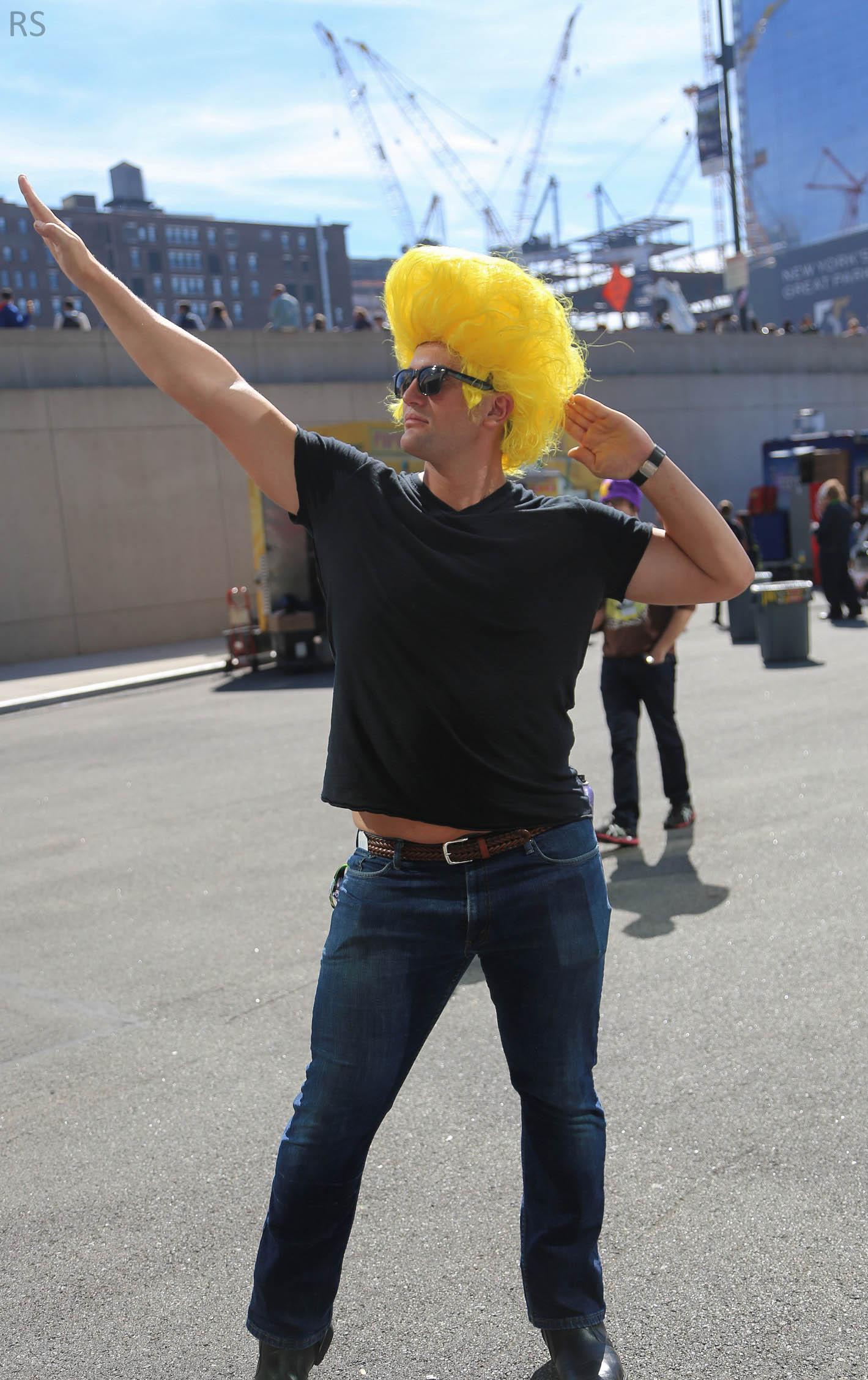
Cosplayer de Johnny Bravo en la New York Comic Con de 2015.

La serie se centra en Johnny Bravo (con la voz de Jeff Bennett), un joven narcisista, fanfarrón, tonto, mujeriego, con gafas de sol, copete rubio y un habla parecida a la de Elvis Presley. Su lenguaje corporal es exagerado y presuntuoso, con lo que destaca su trabajada musculatura y ejecución de poses reminiscentes del kung-fu. Vive en Aron City (o Ciudad Aron) con su consentidora madre, Bunny «Momma» Bravo (Brenda Vaccaro), a quien le es sumamente complaciente. Los episodios generalmente muestran sus intentos de conquistar a las féminas que le atraen, convencido de su irresistible encanto y de ser «un regalo de Dios para las mujeres». No obstante, sus métodos toscos —como decirles «mamacitas»— dan pie a tajantes rechazos y reacciones autodefensivas por parte de ellas. Otros escenarios muestran a Johnny envuelto en predicamentos extraños, como quedar atrapado en la mansión de un científico loco sin percatarse de los potenciales peligros. Su compañera usual es la pequeña Suzy (Mae Whitman), una dulce y enérgica vecina de ocho años con la que apenas simpatiza.
Entre los personajes recurrentes está Carl Chryniszzswics (Tom Kenny), un joven nerd que idolatra a Johnny; Pops (Larry Drake), el inescrupuloso dueño del restaurante local, quien aconseja al protagonista y le provee comida preparada con ingredientes atípicos; el maestro Hamma (Brian Tochi), quien alecciona a Johnny en artes marciales, pese a tacharlo como el miembro más débil e ineficiente de su dōjō; Donny Osmond (interpretándose a sí mismo), un ídolo adolescente que irrita al protagonista con su alborozo y optimismo, y Jungle Boy/Niño de la jungla (Cody Dorkin), un pequeño salvaje y superfuerte que puede comunicarse con los animales.
Gran parte de los chistes suele apoyarse en referencias a la cultura popular estadounidense y apariciones especiales de celebridades como Adam West, Farrah Fawcett, Jonathan Winters, Mark Hamill, Mr. T, Shaquille O'Neal o el mismo Osmond. A comienzos de la producción, Van Partible tuvo la idea de que el segmento medio del programa fuese «Johnny Bravo Meets...» («Johnny Bravo conoce a...»), el cual presenta a íconos culturales de los años 1970. Diversos personajes del catálogo de Hanna-Barbera también intervienen en la serie (entre ellos, la pandilla de Scooby-Doo, Pedro Picapiedra y Blue Falcon).
En cuanto al humor para adultos, Partible afirmó que en los años 1990 «nadie sintonizaba Cartoon Network realmente [...] Ellos [el canal] fueron bastante indulgentes con todo el tipo de cosas que sucedian [en el programa]». Newsweek, sin embargo, mencionó que Johnny Bravo «levantó algunas cejas» por el carácter de sus chistes, y TVLine aseveró que «ni siquiera era remotamente apropiado para niños». The New York Times señaló que el personaje principal suele usar el término «pollita» para referirse a las mujeres, y que en cierto marco se hace referencia al sacrificio de vírgenes, dos ejemplos de un humor «inapropiado» para un público infantil.

## Producción

### Origen y desarrollo
Mientras cumplía su último semestre en la Universidad Loyola Marymount (en Los Ángeles, California), el filipino aspirante a animador Van Partible produjo Mess O' Blues (1993), un cortometraje a modo de tesis centrado en un imitador de Elvis Presley. Originalmente se trataba de tres personificadores que combatían el crimen, pero Partible lo redujo a uno por razones prácticas. Su profesor de animación, Dan McLaughlin, le mostró el resultado a un amigo que trabajaba para Hanna-Barbera, a sabiendas de que ahí buscaban producir nuevas animaciones y «revivir la gran caricatura estadounidense» (como lo rezaba uno de sus anuncios). Los ejecutivos del estudio simpatizaron con el proyecto; le pidieron a Partible que lo desarrollara en un formato de siete minutos y este les vendió el concepto poco después.

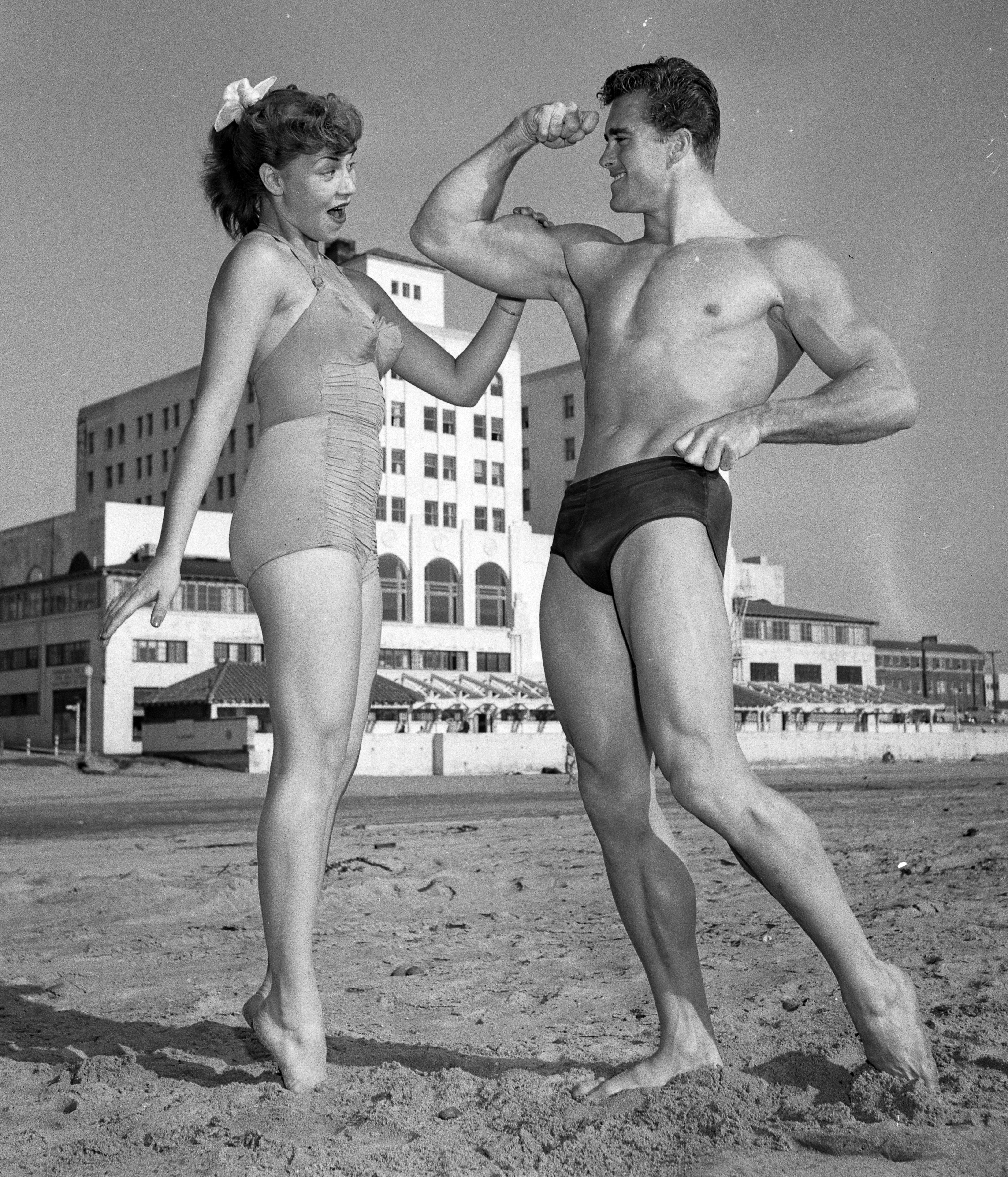
Van Partible solía diseñar las poses de Johnny a partir de imágenes de fisicoculturistas. En esta, el también actor Ed Fury con la modelo Jackie Coey.

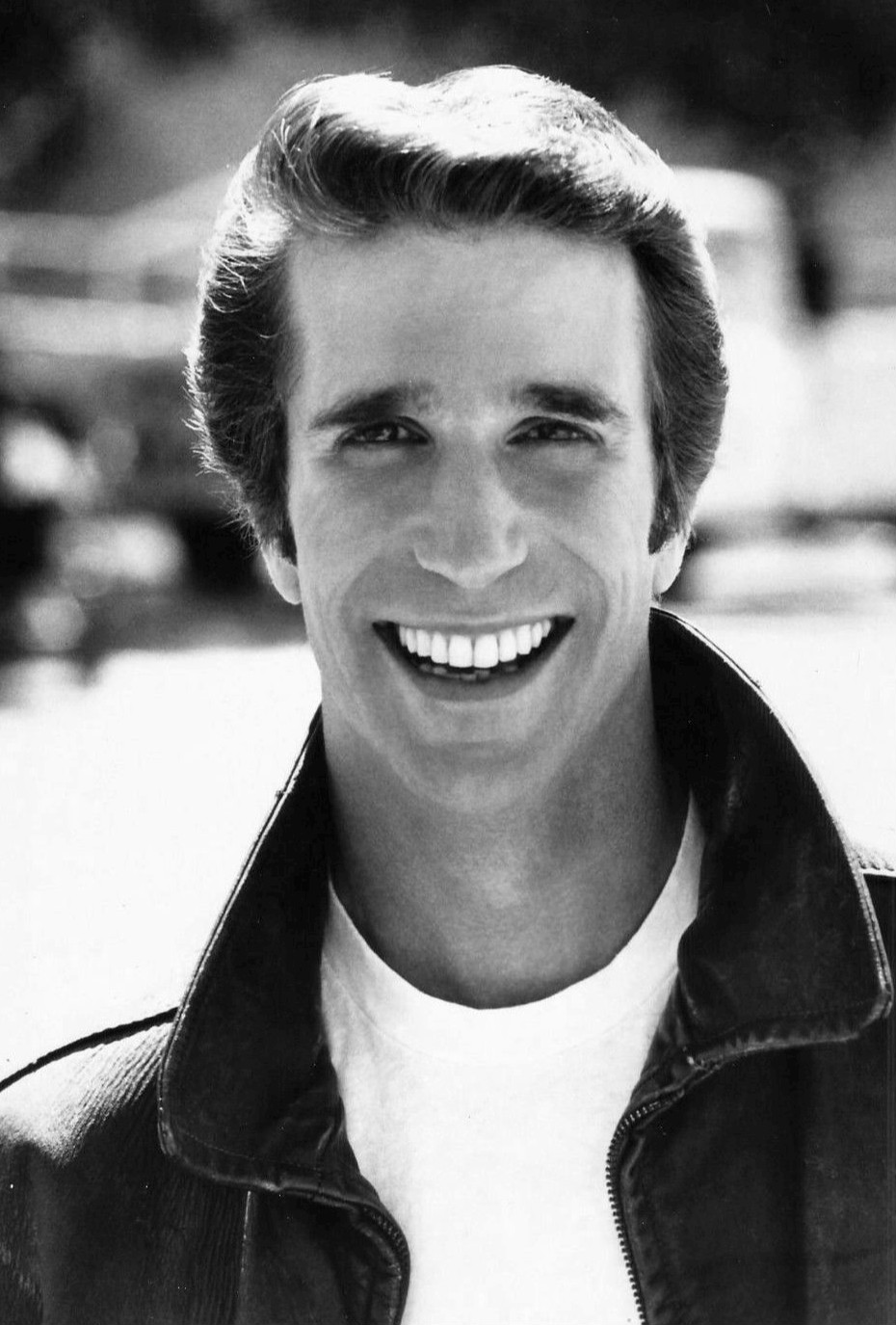
Arthur Fonzarelli de la serie Happy Days, otra inspiración de Partible.

Para el nuevo cortometraje, Partible tomó al protagonista de Mess O' Blues y lo llamó Johnny Bravo, en referencia a su nombre de nacimiento (Efrem Giovanni Bravo Partible) y al alias que Greg Brady adopta en un episodio de The Brady Bunch. Lo caracterizó como «un personaje icónico de los años 1950 que luce como James Dean y habla como Elvis». El modo en que Michael Jackson creaba «siluetas fuertes» y usaba efectos de sonido en sus audiovisuales también lo inspiraron a añadir «golpes de látigo y crujidos» cada vez que Johnny hacía una pose. El personaje obtuvo brazos musculosos como los de Popeye y su camiseta pasó de ser blanca a negra, así las láminas de celuloide no le harían translucir. Otros que influyeron en el carácter general de Johnny fueron modelos, fisicoculturistas, los amigos de Partible con idas frecuentes al gimnasio y quienes gozaban de vidas sociales activas. El creador hizo que las mujeres más comunes alrededor del chico fueran su madre y la pequeña vecina, pues sentía que ellas «lo humanizarían». El actor de voz Jeff Bennett fue seleccionado para este rol gracias a su exagerada imitación del joven Presley y la inclusión espontánea del latiguillo «huh-ha!». Partible, con un pequeño equipo de animadores, realizó el cortometraje en los estudios de Hanna-Barbera y en el proceso implementó pintura digital en lugar de acrílica. El valerse de esta técnica —facilitada por el software Animo— significó un aprendizaje para el recién egresado, quien entonces ya trabajaba en el estudio por una modesta cantidad de dinero. Le comentó al periódico The Nation en 1997: «Dijeron que esta sería mi escuela de graduado, porque no tenía ninguna formación formal. Sabía cómo hacer un filme por mi cuenta, pero no cómo hacerlo con otros».
El corto, simplemente titulado Johnny Bravo, se emitió en la antología de animaciones What a Cartoon! el 5 de marzo de 1995, como parte del proyecto World Premiere Toons de Cartoon Network, y competía con propuestas como The Powerpuff Girls y Dexter's Laboratory por obtener un espacio completo en la programación. Su premisa gira en torno a Johnny y su intento de capturar a un gorila para impresionar a una mujer. En el estudio se llegó a la conclusión de que el resultado no era lo bastante «caricaturesco», así que le siguieron dos esfuerzos más: Jungle Boy in "Mr. Monkeyman" (1996) y Johnny Bravo and the Amazon Women (1997). El primero era otra propuesta de Partible para una posible serie, pero al final no obtuvo la aprobación de Cartoon Network. Tres ejecutivas de Hanna-Barbera —Ellen Cockrill, Janet Mazotti y Julie Kane-Ritsch— insistieron en que se realizara el otro, lo cual Partible atribuyó a que las mujeres conocen a hombres como Johnny y pueden identificarse con las situaciones del programa, además de que «disfrutan al verlo recibir su merecido».

### Temporadas
La buena recepción de la audiencia condujo a que Cartoon Network comisionara la primera temporada de Johnny Bravo, la cual consta de trece episodios. Varios escritores, animadores y directores de World Premiere Toons conformaron el equipo de producción, incluidos Seth MacFarlane, Butch Hartman, Steve Marmel y John McIntyre. El veterano animador y pionero Joseph Barbera también se desempeñó como consultor creativo y mentor al principio de esta etapa. No obstante, el equipo decidió prescindir de él tras algunas semanas de recibir sus aportes, pues el ajustado presupuesto no les permitía pagarle la suma de dinero que reclamaban sus representantes. Con el consentimiento de su jefe de producción, Partible pudo realizar el episodio «Bravo Dooby-Doo», cuya trama junta a Johnny con la pandilla de Scooby-Doo. En tal ocasión, contó con los diseños originales de Iwao Takamoto y las voces de Casey Kasem (Shaggy), Frank Welker (Fred), Heather North (Daphne), B.J. Ward (Velma) y Hadley Kay (Scooby).
Con un incremento de 91 % en la audiencia de niños de seis a siete años, Johnny Bravo se estrenó la noche del 14 de julio de 1997 como la segunda serie animada original de Cartoon Network proveniente del proyecto World Premiere Toons. Dentro de esta cronología, Dexter's Laboratory fue la primera y Cow and Chicken la tercera. El canal también dedicó el evento «Dive-In Theater» a su primera «clase de graduados», iniciativa que congregó a varios niños dentro de parques acuáticos y piscinas municipales alrededor de Estados Unidos, donde se exhibieron los primeros episodios de las mencionadas producciones. Para englobar los títulos que definían la renovada identidad de la señal a finales de la década, se acuñó el término «Cartoon Cartoons» (o «Caricaturas de Cartoon»), que más tarde abarcó series como I Am Weasel y Courage the Cowardly Dog. Algunos medios han señalado a Johnny Bravo como exponente del renacimiento que experimentó la animación televisiva durante la década de 1990, a raíz de la creciente exposición a canales de cable infantiles, nuevos aires narrativos y la integración de imágenes generadas por computadora al formato bidimensional.
Partible fue despedido al término de la primera temporada, durante el período en que Hanna-Barbera se convertía en una propiedad de Warner Bros. Tras un hiato en la producción, la serie se renovó para una segunda tanda de episodios a presentar desde 1999, manejada entonces por un nuevo equipo creativo y con modificaciones en el diseño de personajes. Lo último se puede observar en la pequeña Suzy, quien pasó a tener un tamaño de ojos más reducido y un rostro más alargado. Con esto también vino un cambio en el sistema de codificación NTSC, que permitía presentar el programa en imagen de alta definición. A Partible le siguieron años apartado de la industria del entretenimiento, en los que sufrió de bajos ingresos salariales. En junio de 2016 publicó un artículo donde ponía en perspectiva este período de su vida:

Cuando me despidieron de Johnny Bravo me sentí como una víctima. Me dijeron que tenía mucho que ver con el hecho de que carecía de las habilidades directivas necesarias para manejar una producción multimillonaria [...] Curiosamente, el programa de orientación del [hotel] Marriott tenía un curso de capacitación gerencial. Fue allí donde descubrí los agujeros en mi pensamiento y aprendí una multitud de habilidades que todavía utilizo hoy. El curso fue un gran generador de confianza en mí, porque iluminó el hecho de que mi despido tenía más que ver con mi inexperiencia que con mi talento.

Tiempo después, Partible regresó a Cartoon Network para presentar un proyecto nuevo, pese al ambiente incómodo que resultó de su despido. Sin embargo, según lo expresado en su redacción, algo en tal encuentro convenció al canal de reintegrarlo a Johnny Bravo. Las ejecutivas Linda Simensky y Khaki Jones le permitieron realizar el especial navideño «A Johnny Bravo Christmas», que se emitió el 7 de diciembre de 2001. Partible trajo de vuelta los diseños de la primera temporada, aunque mezclados con el segundo estilo por «cuestiones de continuidad». Figuras como Santa Claus y Donny Osmond también reaparicieron en la serie, y Kris Zimmerman dirigió nuevamente al reparto de voces. A este especial le sucedió otro ideado por Partible, «It's Valentine's Day, Johnny Bravo!», con temática de Día de San Valentín. Como empleado en Cartoon Network Studios, Partible produjo la cuarta y última temporada, cuya emisión tuvo lugar a lo largo de 2004. Este último tramo inició con el episodio «Johnny Bravo Goes to Hollywood», que cuenta con las actuaciones de Alec Baldwin, Jessica Biel y Don Knotts como sí mismos.
A lo largo de la serie es notorio el uso de smears (o una imagen exageradamente estirada) en movimientos raudos, con lo que se evade la tarea de dibujar una acción por cuadros (véase también: Animación pose a pose). Partible empezó a apropiarse de esta técnica luego de verla en el cortometraje animado The Dover Boys (1942), a la vez que, como universitario, tenía la necesidad de realizar las cosas de manera «más barata, rápida y sencilla». Las hojas de referencia (en inglés: model sheets) ayudaban a los animadores a manipular diseños introducidos por tiempo limitado y detallaban el arquetipo particular de cada personaje, todo a favor de que el cambio de animador no afectara la consistencia del estilo visual. El modelo de Johnny, por ejemplo, está constituido por varias formas geométricas que definen su postura y complexión musculosa. De acuerdo con Gary Hartle, quien ejerció como director en la serie, el método de estructuración de un episodio comenzaba con un esbozo de la historia, luego diversas ideas se pegaban a una pared y lo que hiciese reír al equipo creativo se consideraba para el producto final. Los resultados de estas deliberaciones luego se entregaban al realizador de los guiones gráficos, y el resto del trabajo se definía en el proceso de pre y posproducción.

## Emisión
| Temporada                       | Temporada  | Episodios | Emisión original       | Emisión original        |
| Temporada                       | Temporada  | Episodios | Primera emisión        | Última emisión          |
| ------------------------------- | ---------- | --------- | ---------------------- | ----------------------- |
|                                 | 1          | 13        | 14 de julio de 1997    | 15 de diciembre de 1997 |
|                                 | 2          | 22        | 2 de julio de 1999     | 28 de enero de 2000     |
|                                 | 3          | 17        | 11 de agosto de 2000   | 14 de junio de 2002     |
|                                 | Especiales | 2         | 7 de diciembre de 2001 | 14 de febrero de 2004   |
|                                 | 4          | 13        | 20 de febrero de 2004  | 27 de agosto de 2004    |
| Fuente: Internet Movie Database |            |           |                        |                         |

## Derivados

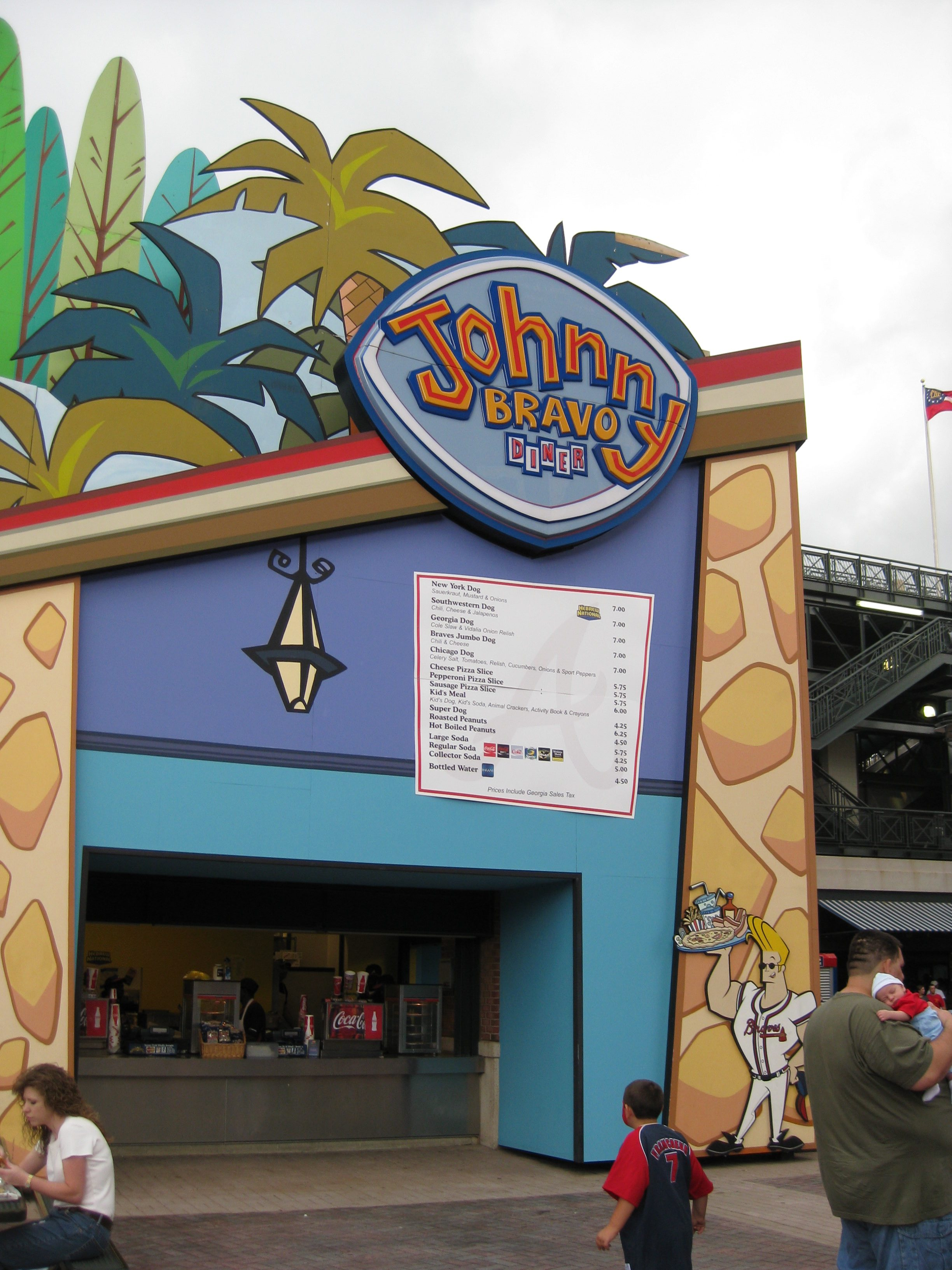
El Johnny Bravo Diner ofrecía comida rápida en el área temática de Cartoon Network del estadio Turner Field, en Atlanta, Georgia.

La serie ha sido el tema de productos varios, tales como juguetes, DVD, pósteres decorativos, conjuntos de cartas, ropa, cajas de cereales e historietas. Durante el año 2000, Johnny Bravo fue el anfitrión de JBVO: Your All Request Cartoon Show, un programa emitido por Cartoon Network los domingos por la tarde, a través del cual se comunicaba con niños en tiempo real al leer correos electrónicos que solicitaban la emisión de una caricatura específica. En su diseño bidimensional, se situaba en un entorno generado por computadora y sus movimientos los ejecutaba un software de captura de movimiento. Asimismo, en diciembre de ese año presentó el maratón de episodios «Lo mejor de Johnny Bravo», y en marzo de 2002 condujo «la primera decimotercera entrega anual» de los premios Fancy Anvil en Cartoon Network, donde aparecieron celebridades como Al Roker, Debbie Allen y Daniel Radcliffe.
La revista Variety reportó en 2002 que Warner Bros. había adquirido los derechos para producir una película en imagen real de Johnny Bravo, y existía la posibilidad de que el actor Dwayne Johnson encarnara al protagonista, ya que se había declarado fan del programa. Sin embargo, no ha habido más pronunciamientos oficiales en relación con el proyecto. En noviembre de 2011 se estrenó el telefilme Johnny Bravo Goes to Bollywood, escrito por Van Partible y animado por Inspidea Studios en Kuala Lumpur (Malasia). Se basa en un corto homónimo de once minutos que Partible realizó en 2009 «estrictamente» para el territorio hindú y que destacó en el Festival Internacional de Cine de Animación de Annecy de ese año. El argumento sigue a Johnny en su malogrado intento de convertirse en una estrella del cine bollywoodense, acompañado por su madre y Jiggy, un reconocido actor del lugar.
En junio de 2009, Blast! Entertainment y MumboJumbo publicaron el videojuego Johnny Bravo in The Hukka Mega Mighty Ultra Extreme Date-O-Rama! para las consolas Nintendo DS y PlayStation 2. Contiene ocho minijuegos que acompañan a Johnny en un programa de concursos que ha prometido darle «una cita de ensueño con una chica sexi» si resulta vencedor en los desafíos. Uno o más personajes de la serie también figuran en los juegos Cartoon Network Speedway (2003), Cartoon Network: Block Party (2004), Cartoon Network Racing (2006), Cartoon Network Universe: FusionFall (2009) y Cartoon Network: Punch Time Explosion (2011). Para teléfonos con la plataforma Java ME, GlobalFun diseñó los juegos móviles Johnny Bee Good (2009) y Johnny Bravo: Big Babe Adventure (2010). En el primero, Johnny recolecta corazones a través de varios escenarios a fin de entregárselos a una chica que le ha prometido una cita, y en el segundo, tras ser secuestrado por un científico loco, explora un amplio laboratorio en busca de salida.

### Lanzamientos en DVD
Los lanzamientos en DVD corrieron por cuenta de Warner Home Video, que en junio de 2010 publicó la primera temporada en ese formato como parte de la colección Cartoon Network Hall of Fame (o «Salón de la fama de Cartoon Network»). Además de los trece episodios originales, este paquete de dos discos incluía audiocomentarios de Van Partible, el actor Jeff Bennett, la productora Kara Vallow y los guionistas Butch Hartman y John McIntyre, además del bonus Bringing Up Johnny Bravo, que ofrece una retrospectiva sobre el desarrollo y producción del programa.
Asimismo, el DVD de misceláneos 4 Kid Favorites: The Hall of Fame Collection (2012) contenía varios episodios de Johnny Bravo, como «Bravo-Dooby-Doo», «Hip Hop Flop» y «Cookie Crisis», acompañados por otros correspondientes a Dexter's Laboratory, Ed, Edd n Eddy y Courage the Cowardly Dog. Las compilaciones temáticas Cartoon Network Christmas: Yuletide Follies, Cartoon Network Halloween 2: Grossest Halloween Ever y Cartoon Network: Christmas Rocks incluian los episodios «A Johnny Bravo Christmas», «Frankenbravo» y «Twas the Night», respectivamente.

## Recepción
En palabras de David Perlmutter, autor del libro America Toons In: A History of Television Animation (2014), Johnny Bravo es una «sátira sobre las relaciones de género modernas con un estilo afectuoso y violentamente retro», que aunque sea «débil» en sustancia, está «elegantemente hecha [y] mantuvo a la audiencia riendo y entretenida durante un largo tiempo». En 2009, el sitio web IGN publicó su listado sobre las cien mejores series animadas, en la que Johnny Bravo ocupaba el septuagésimo primer puesto. Randy Miller III de DVD Talk opinó que la perdurabilidad de la primera temporada se debe a sus «historias tontas llenas de arrogancia, estilo y comedia física». En cambio, Emily VanDerWerff de The A.V. Club aseveró que el mayor problema es la animación, pues considera que luce «barata» por consecuencia de que se disimulara su bajo costo con «un impresionante uso de la estilización». Sin embargo, también le achacó este defecto a la mayoría de las producciones iniciales de Cartoon Network. KJ Dell Antonia de Common Sense Media afirmó que el humor del programa está especialmente dirigido a adolescentes y adultos, pero indistintamente logra entretener a los niños de primaria. Por su parte, Andrés Glass del diario Página/12 expuso al personaje principal como «una feroz crítica al modo de vida americano»: lo describió como un «fetichista» controlado por una madre «esnob», faceta que representa «una ironía eficaz», pues el chico —pese a ser bello y esbelto— es un «fracasado».
DL Keatis de Comic Book Resources mencionó que Johnny parece haberse convertido en un «rol modelo para muchos», pero en tiempos más «conscientes» también «ha dejado de ser gracioso», en vista de sus «actitudes descaradamente misóginas». En la revista Paste, Joseph Stanichar aseguró que el comportamiento del personaje raya en lo chovinista, pero a la vez deja claro que está hecho como lo opuesto a un modelo a seguir. La redacción de El Universal de México lo calificó como «una reflexión sobre el machismo» y citó opiniones que se inclinaban a verlo como el reflejo de estereotipos que han trascendido en la sociedad, sea para criticarlos o representar la manera en que las mujeres reaccionan a ellos.
Varios integrantes del equipo creativo lograron carreras exitosas en la industria de la animación estadounidense. Entre ellos está Seth MacFarlane, quien concibió la serie Family Guy mientras trabajaba como guionista en Johnny Bravo, y Butch Hartman, creador de The Fairly Odd Parents! y otros dibujos animados del canal Nickelodeon. Este último comenta lo siguiente en un material incluido en el DVD de la primera temporada:

Cuando Johnny Bravo salió [al aire] por primera vez, creo que mucha gente no le tenía grandes esperanzas, y creo que fue realmente genial demostrar qué tipo de personaje era exactamente. Nadie pensó realmente que iría a alguna parte. [Pero] no solo ha ido a «alguna» parte, en realidad sigue presente. Es muy icónico ahora.

Martin Gitlin, coautor del libro A Celebration of Animation: The 100 Greatest Cartoon Characters in Television History (2018), clasificó a Johnny como uno de los mejores personajes animados de la televisión y lo describió como alguien «hilarante». Le resultó particularmente gracioso porque, incluso tras fallar en cada uno de sus flirteos, «permanece impávido e igualmente seguro de su estatus como regalo de Dios a las mujeres». Cuando el programa se estrenó en 1997 junto con Cow and Chicken, Harlene Ellin del periódico Chicago Tribune dijo que este era «el más débil de los dos» y lo tachó de «monótono»: «Si los diálogos fuesen más divertidos, tal vez ayudaría a que este personaje tan simple resultase más entrañable». En cambio, el equipo de la revista Empire se refirió a Johnny como «uno de los grandes personajes subestimados de los noventa» y destacó los momentos en que muestra su lado cariñoso. Calificaciones de usuarios en Internet Movie Database también han situado al programa entre los clásicos mejor valorados del Cartoon Network de aquella década. En relación con el atractivo que Johnny goza entre la audiencia, Van Partible comentó en 2011: «La gente conoce a este personaje porque tienen tíos, primos y amigos que actúan como él. Es divertido de ver, aunque es una especie de narcisista». Sin embargo, considera que su caricatura se convirtió en un programa televisivo por cuestión de suerte:

No creo que mi presentación fuera lo suficientemente pulida como para venderse en el contexto actual. En ese momento, Cartoon Network estaba en una posición donde podían darse el lujo de arriesgarse con un graduado universitario sin experiencia. Nadie estaba realmente prestando atención a lo que hacían. Hoy en día hay mucho más en riesgo.

## Nominaciones
| Año  | Premio              | Categoría                                                                                               | Nominados                                                                                                  | Resultado |
| ---- | ------------------- | --- | --- | --------- |
| 1997 | Premios CableACE    | Mejor programación animada especial o serie                                                             | Johnny Bravo                                                                                               | Nominados |
| 1997 | Premios Annie       | Logro individual destacado: actuación de voz de un intérprete masculino en una producción de televisión | Jeff Bennett como Johnny Bravo                                                                             | Nominados |
| 1998 | Premios Annie       | Logro individual destacado por guionización en una producción animada de televisión                     | Steve Marmel (por «The Perfect Gift»)                                                                      | Nominados |
| 1998 | Premios YoungStar   | Mejor interpretación de un talento de voz                                                               | Mae Whitman como Little Suzy                                                                               | Nominados |
| 2000 | Premios Annie       | Logro individual destacado en dirección de una serie animada                                            | Kirk Tingblad (por «Noir Johnny»)                                                                          | Nominados |
| 2000 | Premios Annie       | Logro individual destacado en guiones gráficos de una serie animada                                     | Mary Hanley (por «Noir Johnny»)                                                                            | Nominados |
| 2001 | Premios Golden Reel | Mejor edición de sonido — Serie animada — Sonido                                                        | Glenn Oyabe, Kerry Iverson, Jesse Aruda y John Bires (por «Johnny Bravo Affair/Biosphere Johnny/Spa Spaz») | Nominados |
| 2004 | Premios Golden Reel | Mejor edición de sonido en animación para televisión — Música                                           | Roy Braverman (por «Valentine's Special»)                                                                  | Nominados |